# Svantjärnen (Alanäs socken, Jämtland, 712555-147923)
Svantjärnen är en sjö i Strömsunds kommun i Jämtland och ingår i Ångermanälvens huvudavrinningsområde.